# John Colter
John Colter (ur. ok. 1774, zm. 7 maja 1812 lub 22 listopada 1813) – Amerykanin, uczestnik ekspedycji Lewisa i Clarka (1804–1806). Mimo że uczestniczył w jednej z najsłynniejszych wypraw badawczych w dziejach USA, Colter został odnotowany przede wszystkim jako jeden z pierwszych białych podróżników, jacy dotarli do dzisiejszego Parku Narodowego Yellowstone i mieli sposobność zobaczyć pasmo górskie Teton. Zimą 1807/1808 Colter rozpoczął samotną wędrówkę po Górach Skalistych. W sumie spędził w dziczy sześć lat i jest uważany powszechnie za pierwszego człowieka gór.

## Młodość
John Colter urodził się w hrabstwie Augusta, w pobliżu miasteczka Stuarts Draft w kolonii Wirginia w roku 1774 lub 1775. Gdy miał pięć lat rodzina Colterów ruszyła na zachód i osiedliła się w okolicach Maysville (Kentucky). Niewiele wiemy o jego wykształceniu, ale na podstawie dwóch odnalezionych dokumentów można stwierdzić, że potrafił się przynajmniej podpisać. Zgodnie z przekazami rodzinnymi Meriwether Lewis uznał go za doświadczonego myśliwego i 15 października 1803 roku przyjął go jako członka ekspedycji w randze szeregowca z miesięcznym wynagrodzeniem w wysokości 5 USD. Jednak w zapiskach Lewisa istnieje przerwa od 18 września do 11 listopada, a więc w rzeczywistości nie wiadomo kiedy Colter (podobnie jak kilku innych uczestników) został przyjęty.

## Z Lewisem i Clarkiem
Wobec luki w zapiskach Lewisa należy sięgnąć po zapiski świadka nieco późniejszych wydarzeń, Thomasa Jamesa, który poznał Coltera w roku 1809, a opisał go tak: 

Miał około 35 lat, 1,75 m wzrostu, a z wyglądu przypominał Daniela Boone’a. Natura uformowała go, właśnie jak Boone'a, na człowieka zahartowanego, odpornego na zmęczenie, niewygody i niebezpieczeństwa. Nikt z nas nigdy nie podważał jego prawdomówności; miał charakter prawdziwego amerykańskiego trapera.

Colter, tak jak George Shannon i Patrick Gass, dołączył do uczestników wyprawy w Pittsburghu. Meriwether Lewis i William Clark zajmowali się w tym czasie przygotowywaniem zaopatrzenia wyprawy, sprawy formalne zostawiając sierżantowi Johnowi Ordwayowi. Jednak nowo zaciągnięci nie chcieli słuchać rozkazów Ordwaya, co spowodowało, że Lewis po powrocie skazał Coltera i innych na 10-dniowy zakaz opuszczania obozu. Colter ponadto został oskarżony o próbę zastrzelenia sierżanta. Dopiero gdy Colter przeprosił i obiecał poprawę dowódca ekspedycji odstąpił od zastosowania surowszej kary.
W czasie wyprawy Colter został uznany za jednego z najlepszych myśliwych w grupie, w związku z czym był najczęściej wysyłany samotnie na zwiady i polowanie. Okazał się też użyteczny w odnajdowaniu przełęczy w górach, a pewnego dnia napotkał grupę wojowników z plemienia Nez Percé, którzy dostarczyli informacji na temat rzek i strumieni, wzdłuż których ekspedycja mogła posuwać się dalej ku zachodowi. Po dotarciu do estuarium rzeki Kolumbia znalazł się w niewielkiej grupie wysłanej na wybrzeże Pacyfiku celem spenetrowania terenów położonych na północ od ujścia, w dzisiejszym stanie Waszyngton.
W roku 1806, po przebyciu tysięcy kilometrów, ekspedycja Lewisa i Clarka wróciła do wioski Mandanów w dzisiejszej Dakocie Północnej. Napotkano tam Foresta Hancocka i Josepha Dicksona, dwóch traperów, którzy mieli zamiar ruszyć w górę rzeki Missouri w poszukiwaniu futer. 13 sierpnia Lewis i Clark zwolonili Coltera, na jego własną prośbę, ze służby (dwa miesiące przed wygaśnięciem kontraktu), by mógł ruszyć z obu traperami jako przewodnik po okolicach, które już znał. Gdy wędrowcy dotarli do miejsca, gdzie zbiegają się rzeki Gallatin, Jefferson i Madison, czyli tam gdzie dziś znajduje się miasto Three Forks w stanie Montana, zdecydowali się, że ich drogi rozejdą się po około dwóch miesiącach. W roku 1807 Colter ruszył więc na wschód, jednak gdy znalazł się u ujścia rzeki Platte, spotkał Manuela Lisę prowadzącego w stronę Gór Skalistych wyprawę, w skład której wchodziło kilku byłych uczestników ekspedycji Lewisa i Clarka. Colter – choć był już blisko Saint Louis – postanowił zawrócić raz jeszcze. U zbiegu rzek Yellowstone i Bighorn, gdzie wzniesiono Fort Raymond, Lisa posłał go do indiańskiego plemienia Wron, by sprawdzić czy da się z nimi prowadzić wymianę handlową.

## Yellowstone i gejzery

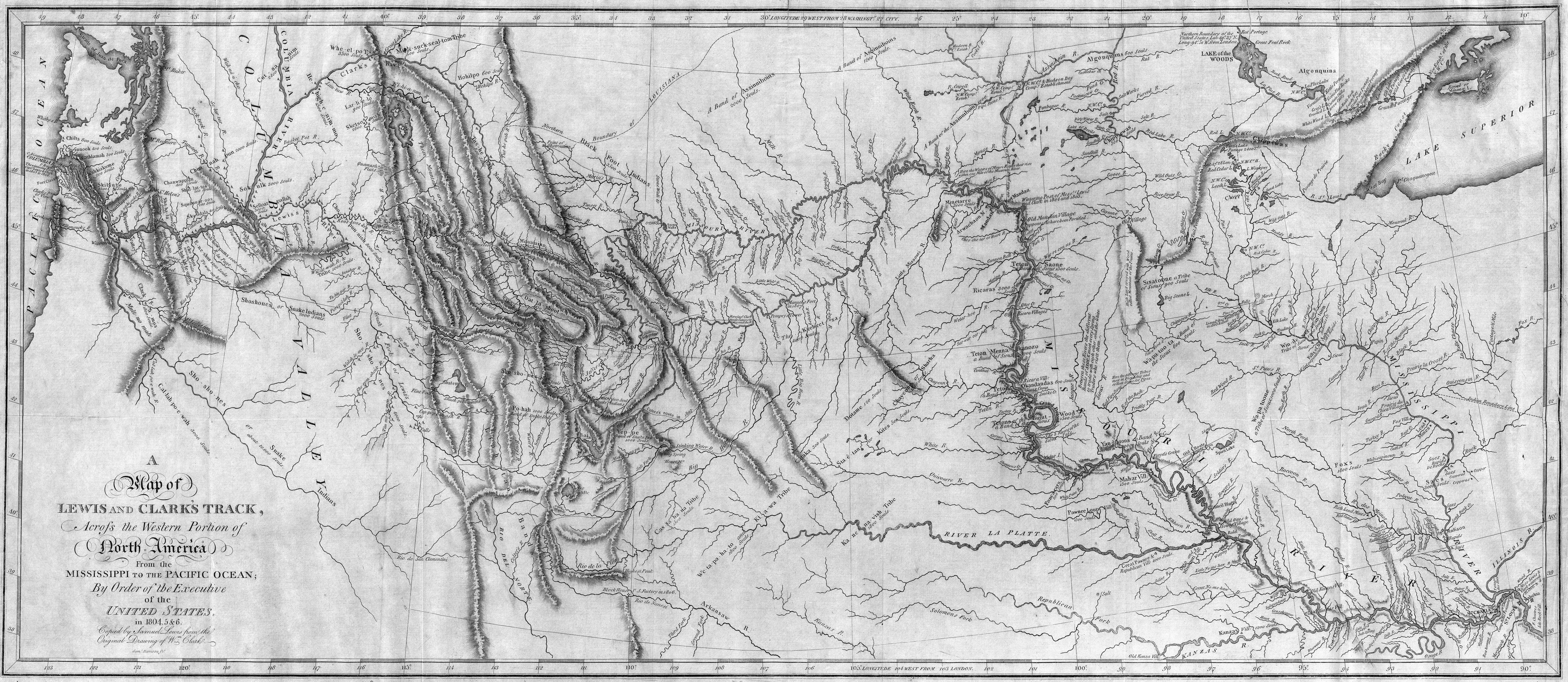
Mapa dróg przebytych przez Lewisa, Clarka i Coltera

Colter opuścił Fort Raymond w październiku 1807 roku i – choć zaczynała się zima – ruszył na zachód, by zbadać region, który obejmuje dzisiejsze parki narodowe Yellowstone i Grand Teton. Odwiedził wówczas z pewnością co najmniej jedno skupisko gejzerów, choć przyjmuje się, że było to najprawdopodobniej na zachód od dzisiejszego miasta Cody (Wyoming), gdzie w przeszłości mogły znajdować się źródła termalne. Po przebyciu jedną z przełęczy kontynentalnego działu wodnego w paśmie górskim Wind River Colter przeszedł wzdłuż brzegów jeziora Jackson poniżej pasma Tetonów, po czym przeszedł przełęcz Teton i zszedł do Basenu Tetonów w dzisiejszym stanie Idaho. Kierując się następnie na północ i wschód odkrył przypuszczalnie Jezioro Yellowstone, gdzie również mógł widzieć gejzery i inne źródła termalne. Stamtąd zawrócił w stronę Fortu Raymond, gdzie dotarł w marcu lub kwietniu 1808 roku. Nie dość, że pokonał setki kilometrów bezdroży, to dokonał tego w sercu zimy w regionie, gdzie temperatury w nocy spadają często do −34 °C.
Mało kto uwierzył w opowieści Coltera o gejzerach, wulkanach błotnych i parujących zbiornikach wodnych. Naigrywano się też powszechnie z „bajek o Piekle Coltera”. Dziś przyjmuje się, że zjawiska opisane przez Coltera miały miejsce, co wkrótce potwierdziły doniesienia innych. Jego obserwacje i szczegółowe badania uznaje się za pierwsze dokonane przez białego w dzisiejszym stanie Wyoming.

## Bieg o życie
W roku następnym Colter wrócił do Three Forks, gdzie spotkał Johna Pottsa, innego byłego uczestnika ekspedycji Lewisa i Clarka. Tak się złożyło, że w roku 1808 zarówno Potts jak i on sam odnieśli rany walcząc z Indianami z plemienia Czarnych Stóp, którzy zaatakowali ich gdy prowadzili grupę Wron do Fortu Raymond. Spotkanie z Czarnymi Stopami w roku 1809 zakończyło się śmiercią Johna Pottsa i schwytaniem Coltera żywcem. Właśnie płynęli swym canoe w górę rzeki Jefferson, gdy na brzegu pojawiło się kilkuset Indian głośno domagających się by wyszli na brzeg. Colter zastosował się do żądania, po czym został natychmiast rozbrojony i rozebrany do naga. Potts odmówił i natychmiast otrzymał postrzał w biodro. Niewiele myśląc podniósł do oka swą strzelbę i zabił jednego z wojowników, po czym po chwili zginął trafiony co najmniej kilkoma kulami. Rozwścieczeni Indianie wyciągnęli jego ciało na brzeg i porąbali na sztuki. Colterowi, który oczekiwał podobnego losu, kazano uciekać, ale gdy przebiegł około 100 metrów wojownicy ruszyli w pościg. Stało się oczywiste, że bierze udział w wyścigu o życie. Jako dobry biegacz Colter szybko zostawił za sobą większość ścigających, ale jeden wojownik nie ustawał. Po kilku kilometrach gonitwy siły zaczęły Coltera zawodzić, z nosa rzuciła się krew. Zrozumiał, że musi pokonać samotnego przeciwnika:

Spojrzał raz jeszcze za siebie i zobaczył, że dzikus jest niecałe dwadzieścia kroków za nim. Obawiał się wprawdzie nagłego ciosu, ale zatrzymał się i odwrócił rozkładając ramiona. Indianin, zaskoczony nagłą akcją i zakrwawioną twarzą Coltera, próbował dobić swą ofiarę, lecz nie mniej od niej wyczerpany biegiem przewrócił się i złamał oszczep. Colter natychmiast chwycił za ostrze, przyszpilił przeciwnika do ziemi i ponownie zaczął biec.

Colter, który zabrał zabitemu koc i ułomek oszczepu, ciągle ścigany dotarł po ośmiokilometrowej gonitwie nad brzeg rzeki Madison, skoczył ze skarpy i ukrył się wewnątrz pobliskiego bobrowego żeremia. Indianie szukali go do wieczora, w końcu jednak oddalili się. Przeczekał w kryjówce do rana, po czym ruszył w stronę pobliskich gór. Nie chcąc ryzykować wędrówki przez przełęcz, która mogła być obserwowana przez Czarne Stopy, pokonał wspinaczką strome pasmo, po czym ruszył prerią w kierunku Fortu Manuela nad brzegiem rzeki Little Bighorn. Podczas wędrówki, która trwała 11 dni, żywił się korzonkami i trawą.
W roku 1810 Colter brał udział w budowie kolejnego fortu w Three Forks. Pewnego dnia, gdy wrócił z polowania i zbierania skór złowionych w sidła zwierząt, dowiedział się, że dwaj jego towarzysze zostali zabici przez Czarne Stopy. To wydarzenie przekonało Coltera, że należy opuścić pogranicze i wrócić do cywilizacji. W Saint Louis pojawił się wiosną 1810.

## Ostatnie lata
Po powrocie do Saint Louis Colter poślubił kobietę imieniem Sallie lub Sally. Nie zachował się akt ślubu, nie znamy też panieńskiego nazwiska oblubienicy. Na nielicznych dokumentach pani Colter podpisywała się jako Loucy. Zgodnie z rodzinną tradycją Colterowie kupili gospodarstwo rolne w pobliżu New Haven (Missouri). Zapewne w roku 1812 pojechał z wizytą do Williama Clarka, swego byłego dowódcy z czasów wyprawy nad Pacyfik. Nie wiadomo jak długo przebywał u niego, wiadomo jednak, że na podstawie relacji Coltera Clark w roku 1813 sporządził mapę, która stała się podstawą informacji dla badaczy Zachodu przez następne 75 lat. Dostępne źródła nie dają jasnej odpowiedzi kiedy i na co John Colter zmarł. Jedno z nich informuje, że zachorował nagle i zmarł na żółtaczkę 7 maja 1812 roku, a pochowany został na prywatnej posesji pod New Haven. Zdaniem Burtona Harrisa, badacza dziejów Johna Coltera, zmarł on 22 listopada 1813 roku. Wskazuje na to aukcja posiadanych przezeń dóbr, która odbyła się 10 grudnia tegoż roku.

## Upamiętnienie
Scenariusz do filmu w reżyserii Cornela Wilde’a z roku 1965 pt. The Naked Prey został oparty na pościgu Coltera przez Indian z plemienia Czarnych Stóp w Wyoming.